# ハンス・シュヴィーガー
ハンス・シュヴィーガー（Hans Schwieger, 1906年6月15日 - 2000年2月2日）は、ドイツ出身の指揮者。
ケルンの生まれ。
1932年にマインツ州立歌劇場の総監督を務めていたが、1934年にユダヤ人のエリザベス・ブレーメンダールと結婚したためにナチス当局にマインツの職を罷免された。
その後、日本を経由して1938年に渡米したが、敵性外国人の嫌疑をかけられて一時拘留された。1944年にアメリカの市民権を取得した時、妻は脳腫瘍で世を去った。
1944年から1948年までフォートウェイン・フィルハーモニー管弦楽団の首席指揮者を務め、1948年から1971年までカンザス市フィルハーモニー管弦楽団の首席指揮者を務めた。
フロリダ州ネイプルズで死去。